# Matt Shakman
Matthew Shakman (Ventura, 8 de agosto de 1975) é um diretor de cinema e ex-ator infantil norte-americano. Ele produziu e dirigiu WandaVision, e dirigiu episódios de The Great, It's Always Sunny in Philadelphia, Fargo e Game of Thrones. Também dirigiu o filme The Fantastic Four: First Steps. Ele foi o diretor artístico da Geffen Playhouse em Los Angeles, de 2017–2023.

## Biografia
Shakman nasceu e foi criado em Ventura, Califórnia. Seu pai judeu e sua mãe católica mantinham uma "família relativamente secular", sendo seu casamento inter-religioso motivo de conflito com a avó paterna judia de Shakman. Depois de atuar quando criança, começando com comerciais e conseguindo um papel regular na série Just the Ten of Us, ele se afastou para frequentar a "The Thacher School" em Ojai.
Shakman passou a frequentar a Universidade de Yale, onde se formou com dupla especialização em história da arte e teatro. Foi em Yale que Shakman se interessou pelo teatro, passando a dirigir várias produções teatrais. Após terminar a universidade, Shakman viveu na cidade de Nova York por vários anos antes de se mudar definitivamente para Los Angeles.

## Carreira
Como ator infantil, Shakman interpretou Graham "J.R." Lubbock Jr. na série Just the Ten of Us (1988–1990), spin-off de Growing Pains. Seus outros trabalhos como ator na televisão incluem The Facts of Life, Highway to Heaven, Diff'rent Strokes, Night Court, Good Morning, Miss Bliss e Webster. Ele também apareceu nos filmes A Night at the Magic Castle (1988) e Meet the Hollowheads (1989).
Shakman é o fundador e diretor artístico do Black Dahlia Theatre (BDT) em Los Angeles, que foi nomeada uma das "uma dúzia de jovens companhias americanas que você precisa conhecer" pela American Theatre Magazine.
Desde 2002, Shakman dirige principalmente para a televisão. Entre seus trabalhos estão Succession, Mad Men, Six Feet Under, The Boys, The Great, House, M.D., Fargo e It's Always Sunny in Philadelphia (também produtor executivo).
Em 2014, dirigiu Cut Bank, da A24, seu primeiro longa-metragem, estrelado por Liam Hemsworth e John Malkovich.
Shakman dirigiu os episódios "The Spoils of War" e "Eastwatch" para a sétima temporada da série Game of Thrones em 2017. Em agosto do mesmo ano, Shakman foi nomeado o novo diretor artístico da Geffen Playhous, em Los Angeles.
Em 2017, a TriStar Pictures anunciou que Shakman iria dirigir sua próxima adaptação cinematográfica "live-action/híbrida" de The Phantom Tollbooth.
Em 2021, Shakman dirigiu e foi produtor executivo da minissérie WandaVision, da Marvel Studios, para o Disney+. Mais tarde naquele ano, foi revelado que Shakman iria dirigir um filme da franquia Star Trek. No final de agosto de 2022, Shakman estava em negociações iniciais para dirigir The Fantastic Four: First Steps, da Marvel Studios, com lançamento previsto para 2025, substituindo Jon Watts, que saiu do projeto para fazer uma pausa nos filmes de super-heróis. Em 26 de agosto de 2022, Shakman saiu do filme Star Trek, citando "problemas de agenda", antes de ser confirmado como diretor de Fantastic Four poucas semanas depois. Quando perguntado por que ele escolheu fazer Fantastic Four em vez de Star Trek, Shakman disse: "[Os filmes] têm jornadas e momentos diferentes e os cronogramas são um pouco instáveis, então quando a oportunidade de Fantastic Four surgiu, foi muito difícil deixar passar, e voltar para casa na Marvel, lugar onde trabalhei em WandaVision, com aquelas pessoas que são colaboradores maravilhosos".

## Vida pessoal
Shakman se casou com Maggie Malone em 2012. Em 2016, eles tiveram uma filha chamada Maisie.

## Filmografia

### Como diretor

#### Cinema
| Ano  | Título                          | Notas |
| ---- | ------------------------------- | ----- |
| 2014 | Cut Bank                        |       |
| 2025 | The Fantastic Four: First Steps |       |

#### Televisão
| Ano       | Título                            | Notas                                                      |
| --------- | --------------------------------- | ---------------------------------------------------------- |
| 2002      | Once and Again                    | Episódio: "Experience Is the Teacher"                      |
| 2003–2004 | Oliver Beene                      | 3 episódios                                                |
| 2003–2006 | Everwood                          | 4 episódios                                                |
| 2004      | Judging Amy                       | Episódio: "Order and Chaos"                                |
| 2004      | Summerland                        | Episódio: "Into My Life"                                   |
| 2005      | Inconceivable                     | Episódio: "Between an Egg and a Hard Place"                |
| 2005      | Six Feet Under                    | Episódio: "Singing for Our Lives"                          |
| 2005      | Boston Legal                      | Episódio: "Death Be Not Proud"                             |
| 2005      | One Tree Hill                     | Episódio: "The Heart Brings You Back"                      |
| 2005      | Huff                              | Episódio: "Christmas Is Ruined"                            |
| 2006      | Kitchen Confidential              | Episódio: "Power Play"                                     |
| 2006      | Everybody Hates Chris             | 2 episódios                                                |
| 2006      | Men in Trees                      | Episódio: "The Buddy System"                               |
| 2006      | Windfall                          | Episódio: "The Myth of More"                               |
| 2006–2007 | Brothers & Sisters                | 3 episódios                                                |
| 2006–2013 | Psych                             | 5 episódios                                                |
| 2007      | The Nine                          | Episódio: "The Inside Man"                                 |
| 2007      | The Riches                        | Episódio: "Cinderella"                                     |
| 2007      | What about Brian                  | Episódio: "What About Marjorie...?"                        |
| 2007–2012 | House M.D.                        | 5 episódios                                                |
| 2007–2017 | It's Always Sunny in Philadelphia | 43 episódios                                               |
| 2008–2009 | Ugly Betty                        | 3 episódios                                                |
| 2009      | Weeds                             | Episódio: "Ducks and Tigers"                               |
| 2009      | Hung                              | Episódio: "Doris Is Dead" or "Are We Rich or Are We Poor?" |
| 2010      | Childrens Hospital                | 2 episódios                                                |
| 2010      | Chuck                             | Episódio: "Chuck Versus the Subway"                        |
| 2010      | The Good Guys                     | 2 episódios                                                |
| 2011      | Outsourced                        | Episódio: "Guess Who's Coming to Delhi"                    |
| 2011      | Breaking In                       | Episódio: "Take the Movie and Run"                         |
| 2011      | Happy Endings                     | Episódio: "Bo Fight"                                       |
| 2011–2015 | Revenge                           | 4 episódios                                                |
| 2012      | New Girl                          | Episódio: "Fancyman, Part 2"                               |
| 2012      | GCB                               | Episódio: "Pride Comes Before a Fall"                      |
| 2012      | Mad Men                           | Episódio: "Mystery Date"                                   |
| 2013–2016 | The Good Wife                     | 6 episódios                                                |
| 2014      | Fargo                             | 2 episódios                                                |
| 2014–2015 | You're the Worst                  | 5 episódios                                                |
| 2015      | Grace and Frankie                 | Episódio: "The Invitation"                                 |
| 2015      | Heroes Reborn                     | Episódio: "Brave New World"                                |
| 2016      | American Gothic                   | Episódio: "Arrangement in Grey and Black"                  |
| 2017      | Game of Thrones                   | 2 episódios                                                |
| 2018      | Billions                          | Episódio: "Flaw in the Death Star"                         |
| 2018      | Strange Angel                     | Episódio: "Dance of the Earth"                             |
| 2019      | The Boys                          | Episódio: "Cherry"                                         |
| 2019      | Succession                        | Episódio: "Argestes"                                       |
| 2020      | The Great                         | Episódio: "The Great"                                      |
| 2021      | WandaVision                       | 9 episódios                                                |
| 2022      | Welcome to Chippendales           | 2 episódios                                                |
| 2023      | The Consultant                    | Episódio: "Creator"                                        |
| 2023      | Monarch: Legacy of Monsters       | 2 episódios                                                |

### Como ator infantil
| Ano       | Título                      | Personagem                | Notas                                          |
| --------- | --------------------------- | ------------------------- | ---------------------------------------------- |
| 1984      | The Facts of Life           | Robby Hall                | Episódio: "Taking a Chance on Love: Part 2"    |
| 1984      | Highway to Heaven           | Bobby Ratchett            | 2 episódios                                    |
| 1986      | Diff'rent Strokes           | Barry                     | Episódio: "Lifestyles of the Poor and Unknown" |
| 1987      | Night Court                 | Brian                     | Episódio: "Paternity"                          |
| 1987      | Good Morning, Miss Bliss    | Georgie Winslow           | Episódio: "Pilot"                              |
| 1987–1988 | Webster                     | Jeffrey                   | 3 episódios                                    |
| 1988      | Growing Pains               | Graham Jr.                | 2 episódios                                    |
| 1988      | A Night at the Magic Castle | Maxfield 'Max' Finch III  |                                                |
| 1988–1990 | Just the Ten of Us          | Graham 'J.R.' Lubbock Jr. | 47 episódios                                   |
| 1989      | Meet the Hollowheads        | Billy Hollowhead          |                                                |
| 1990      | ABC TGIF                    | J.R. Lubbock              | Episódio: "Episode #1.19"                      |

## Teatro
- Wait Until Dark na Geffen Playhouse (2013)
- Bad Jews na Geffen Playhouse (2015)
- Good People na Geffen Playhouse
- Secrets of the Trade no Primary Stages
- Den of Thieves (2002)
- The Last Days of Judas Iscariot (2007)
- Placement (por Blair Singer)

## Prêmios e indicações
- 2021: Emmy Award (indicado)—Limited Series Direction, WandaVision
- 2021: Emmy Award (indicado)—Limited Series, WandaVision
- 2021: Directors Guild of America (indicado)—TV Film/Limited Series, WandaVision
- 2020: Emmy Award (indicado)—Comedy Series Direction, The Great, "The Great (Pilot)"
- 2018: Directors Guild of America (indicado)—Dramatic Series, Game of Thrones, "The Spoils of War"
- 2012: L.A. Drama Critics Circle Milton Katselas Award for Career or Special Achievement in Direction
- 2012: LA Weekly Award (indicado) - Direction of a Musical
- 2011: L.A. Drama Critics Circle Award (indicado)-Direction
- 2009: Garland Award, Direction
- 2008: Ovation Award, Direction
- 2008: GLAAD Award, LA Production
- 2005: L.A. Drama Critics Circle Award for Direction
- 2004: Ovation Award (indicado)-Direction
- 2002: Garland Award for Direction
- 2002: L.A. Weekly Award (indicado) - Direction
- 1989: Young Artist Awards – Best Young Actor/Actress Ensemble in a Television Comedy, Drama Series or Special